# 휘발유 (조직폭력배)
휘발유(본명: 고경주, ? ~ ?)는 대한민국의 조직폭력배로, 김두한 밑에서 일했다. 1987년 경향신문에 의해 근황이 확인되어, 1987년 이후에 사망한 것으로 보인다.

## 휘발유가 등장한 작품
- 《야인시대》(2002) (배우: 남창희, 이배국)